# Caloplaca epiphyta
Caloplaca epiphyta är en lavart som beskrevs av Lynge. Caloplaca epiphyta ingår i släktet orangelavar och familjen Teloschistaceae.   Inga underarter finns listade i Catalogue of Life.